# Resultados do Carnaval de Belém em 2019
Resultados do Carnaval de Belém em 2019.

## Escolas de samba
| Grupo Especial | Grupo Especial                   | Grupo Especial | Grupo Especial |
| Colocação      | Escola                           | Pontos         | Ref.           |
| -------------- | -------------------------------- | -------------- | -------------- |
| 1º             | Rancho Não Posso Me Amofiná      | 199,8          | [ 2 ]          |
| 2º             | Deixa Falar                      | 199,5          | [ 2 ]          |
| 3º             | Matinha                          | 199,4          | [ 2 ]          |
| 4º             | Bole-Bole                        | 199,3          | [ 2 ]          |
| 5º             | Piratas da Batucada              | 199,3          | [ 2 ]          |
| 6º             | Quem São Eles                    | 198,8          | [ 2 ]          |
| 7º             | Xodó da Nega                     | 198,3          | [ 2 ]          |
| 8º             | Embaixada do Império Pedreirense | 197,4          | [ 2 ]          |
| 9º             | A Grande Família                 | 197,2          | [ 2 ]          |

| Segundo Grupo | Segundo Grupo                                            | Segundo Grupo | Segundo Grupo |
| Colocação     | Escola                                                   | Pontos        | Ref.          |
| ------------- | -------------------------------------------------------- | ------------- | ------------- |
| 1º            | Associação Carnavalesca Mocidade Unida do Benguí         | 198,9         | [ 2 ]         |
| 2º            | Associação Carnavalesca Império Jurunense                | 198,3         | [ 2 ]         |
| 3º            | Grêmio Recreativo Carnavalesco Os Colibris               | 197,1         | [ 2 ]         |
| 4º            | Associação Carnavalesca Cacareco                         | 196,4         | [ 2 ]         |
| 5º            | Agremiação Carnavalesca Coração Jurunense                | 195,6         | [ 2 ]         |
| 6º            | Associação Carnavalesca Mocidade Botafoguense            | 195,5         | [ 2 ]         |
| 7º            | Grêmio Recreativo Escola de Samba Habitat do Boto        | 194,9         | [ 2 ]         |
| 8º            | Soc. Cult. Do Pará Escola de Samba Embaixadores Azulinos | 194,7         | [ 2 ]         |
| 9º            | Associação Carnavalesca Alegria Alegria                  | 194,2         | [ 2 ]         |

| Terceiro Grupo | Terceiro Grupo                                              | Terceiro Grupo        | Terceiro Grupo |
| Colocação      | Escola                                                      | Pontos                | Ref.           |
| -------------- | ----------------------------------------------------------- | --------------------- | -------------- |
| 1º             | 1. Grêmio Recreativo Escola de Samba Acadêmicos da Pedreira | 199,4                 | [ 2 ]          |
| 2º             | Escola de Samba Mocidade Olariense                          | 197,8                 | [ 2 ]          |
| 3º             | Agremiação Carnavalesca Caprichosos da Cidade Nova          | 197,3                 | [ 2 ]          |
| 4º             | Grêmio Recreativo Carnavalesco Parangolé do Samba           | 194,5                 | [ 2 ]          |
| 5º             | Grêmio Recreativo Escola de Samba Rosa da Terra Firme       | 192,6                 | [ 2 ]          |
| 6º             | Associação Carnavalesca Nova Mangueira                      | 192,2                 | [ 2 ]          |
| 7º             | Associação Carnavalesca Rosa de Ouro                        | 189,4                 | [ 2 ]          |
| 8º             | Associação Carnavalesca Feras da Sacramenta                 | 195,6                 | [ 2 ]          |
| 9º             | Gr. Rec. Escola de Samba Paixão Rubro Negro                 | 197,1                 | [ 2 ]          |
| 10º            | Real Sociedade Cultural Portela                             | (0) – desclassificada | [ 2 ]          |